# Odo II. (Blois)
Odo II. (franz.: Eudes; † 15. November 1037) war seit 1004 Graf von Blois, Châteaudun, Chartres, Reims, Tours und Beauvais, seit 1015 war er zudem Graf von Sancerre und seit 1022/1023 (als Odo I.) Graf von Meaux und Troyes (Champagne). Er war eine der umtriebigsten Personen seiner Zeit. Ausgestattet mit einem kriegerischen Charakter wurde Odo zu einem der mächtigsten Fürsten Frankreichs des 11. Jahrhunderts und forderte sogar den Kaiser heraus.

## Biographie

### Herkunft
Odo war der zweite von mindestens drei Söhnen des Grafen Odo I. von Blois († 996) und dessen Ehefrau Bertha von Burgund († nach 1010). Nach dem Tod des Vaters übernahm Odos älterer Bruder Theobald II. das ausgedehnte Erbe des Hauses Blois, sein jüngerer Bruder Roger war für eine geistliche Laufbahn vorgesehen und wurde 1002 zum Bischof von Beauvais geweiht. Die Brüder waren beim Tod des Vaters noch unmündig, woraus sich eine kritische Situation für das Haus Blois entwickelte, war doch Odos Familie in eine Fehde mit den ihnen benachbarten Grafen von Anjou verwickelt. Aus diesem Grund ging beider Mutter noch im selben Jahr eine neue Ehe mit König Robert II. ein, der die Brüder an seinem Hof aufnahm und zu ihren Gunsten Einfluss auf Anjou nahm.

### Kampf gegen Normannen und Angeviner
Um die Jahre 1003 bis 1004 heiratete Odo eine Tochter des Normannenherzogs Richard I., die ihm die Hälfte der Grafschaft Dreux als Mitgift in die Ehe brachte. Nach dem Tod seines Bruders 1004 wurde Odo schließlich alleiniger Erbe seiner Familie und führte gleich einen Krieg gegen seinen Schwager Herzog Richard II. von der Normandie, da dieser die Mitgift seiner 1005 verstorbenen Schwester zurückforderte. Nach seiner Niederlage bei Tillières-sur-Avre wurde Odo von seinem königlichen Stiefvater aber gerettet und konnte Dreux dennoch behalten.
Die Lage änderte sich jedoch, nachdem sich der König von Odos Mutter aus kirchenrechtlichen Gründen (sie war seine Cousine 2. Grades) um 1005 hatte scheiden lassen müssen und stattdessen Konstanze von Provence geheiratet hatte; diese stand familiär über ihre Mutter den Anjous nahe, deren Einfluss am königlichen Hof in der Folge wieder zunahm. Da der König aber zu Bertha weiterhin ein außereheliches Verhältnis führte, wurde der Hof nun in zwei Parteien gespalten, die sich jeweils aus dem familiären Anhang der beiden Frauen bildeten. Als Odos gefährlichster Gegner Graf Fulko III. von Anjou (gen.: Nerra) 1008 zu einer Pilgerreise in das Heilige Land aufgebrochen war, nutzte er die Gelegenheit und griff Fulkos Burgen in der zwischen den beiden Häusern lang umstrittenen Touraine an. Fulko schlug nach seiner Rückkehr zurück und stellte Odo im Juli 1016 zur Schlacht bei Pontlevoy, wo Odo nach anfänglichen Erfolgen eine schwere Niederlage hinnehmen musste, nachdem der Graf Herbert I. von Maine auf Fulkos Seite in den Kampf eingegriffen hatte. Odo musste die Touraine wieder Fulko überlassen, doch die Feindschaft zwischen beiden Grafen sollte fortbestehen.

### Erwerb der Champagne

Besitzungen Odos in gelb

Im Westen durch den Grafen von Anjou aufgehalten wandte Odo seine Expansionsbestrebungen nun nach Osten, wo sich mit dem erbenlosen Tod seines Cousins zweiten Grades, Graf Stephan (Étienne) I. von Meaux-Troyes, 1019/1021 neue Möglichkeiten boten. König Robert II. beabsichtigte diese wirtschaftlich so bedeutenden Territorien als erledigte Lehen der Krondomäne hinzuzufügen, doch Odo erhob einen Anspruch auf die Nachfolge des Verstorbenen und sicherte sich bis 1023 durch seine militärische Überlegenheit die Herrschaft über Meaux und Troyes. Das Verhältnis zwischen Odo und seinem ehemaligen Stiefvater war fortan belastet, denn König Robert II. erkannte Odos Machtzuwachs nicht an. Noch im Jahr 1023 gelang es ihm, Odo zur Aufgabe seiner Grafenrechte in Reims zugunsten des Erzbischofs von Reims zu nötigen, ebenso verlor Odo die Grafschaft Dreux an den König.
Doch im Vergleich zu Odos Gewinn fielen diese Verluste kaum ins Gewicht, denn mit dem Besitz von Meaux und Troyes, der bald auch von König Robert II. anerkannt wurde, begründete Odo die Umklammerung der Krondomäne durch sein Haus, die noch für weitere zweihundert Jahre fortbestehen sollte und seiner Familie einen bedeutenden Einfluss auf die weitere Politik des französischen Mittelalters sicherte. Da diese beiden Grafschaften den größten Teil des alten karolingischen Dukats der Champagne einnahmen, wurde dieser Begriff bald auch zusammenfassend auf diese übertragen, aber erst Odos Enkelsohn Hugo nahm den Titel eines „Grafen von Champagne“ an.
Odo selbst übernahm auch den Titel eines „Pfalzgrafen der Könige der Franken“ (Comes palatinus Francorum regis), welcher mit dem Besitz von Troyes verbunden war, der sich vom Titel „Graf der Franken“ (Comes francorum) ableitete. Dieser war einst von König Lothar an den Grafen Heribert dem Alten verliehen worden, um die Ebenbürtigkeit von dessen Familie mit den fränkischen Königen der Karolinger (rex francorum) und den fränkischen Herzögen der Robertiner (dux francorum) zu untermauern. Da das fränkische Dukat mit der Übernahme des Thrones durch die Robertiner bzw. Kapetinger faktisch nicht mehr bestand, galten die Pfalzgrafen im Rang der Krone am nächsten stehend.

### Kampf um Sens
In den folgenden Jahren flammte der Konflikt gegen Anjou wieder auf, wobei Odo mit dem Verlust der Burg von Saumur 1025 und einem gescheiterten Rückeroberungsversuch von Amboise 1027 jedoch weitere Niederlagen gegen Fulko Nerra hinnehmen musste. Das Eingreifen seines Schwiegersohnes Alain III. von der Bretagne, der Le Lude belagerte, blieb folgenlos.
Odo konzentrierte seine Bemühungen daher auf den Gewinn einer geographischen Verbindung zwischen seinen zwei Herrschaftszentren Blois-Chartres-Tours und Meaux-Troyes, die beide durch die Krondomäne voneinander getrennt waren. Einen ersten Schritt dazu hatte er bereits 1015 getan, als er die Grafschaft Beauvais seinem Bruder Bischof Roger von Beauvais überließ, der ihm im Tausch dafür Sancerre gab.
Als Nächstes betrieb Odo die Errichtung seiner Herrschaft über Sens, das zugleich eine Grafschaft und Sitz eines Erzbistums war. Neben der geostrategischen Bedeutung sollte damit auch der Verlust des prestigeträchtigen Erzbistums von Reims gemildert werden. Die Gelegenheit für diesen Schritt ergriff Odo nach dem Tod König Roberts II. im Juli 1031; dessen Witwe Konstanze verwarf die Nachfolgeregelung ihres Mannes, da sie ihren Lieblingssohn Robert statt des ältesten Heinrich auf dem Thron bevorzugte. Odo ergriff bereitwillig Partei für Konstanze und erhielt von ihr zum Dank den königlichen Anteil der Herrschaftsrechte über Sens übertragen. Der gräfliche Teil wurde von Graf Rainald II. getragen, der 1015 von König Robert II. aus Sens vertrieben worden war und sich hilfesuchend Odo angeschlossen hatte. Den erzbischöflichen Anteil versuchte Odo für sich zu sichern, indem er nach dem Tod des Erzbischofs Léotheric im Juni 1032 einem ihm gewogenen Kleriker auf den Metropolitensitz zu bringen beabsichtigte. Dies verhinderte jedoch König Heinrich I., der sich inzwischen mit der Unterstützung Roberts I. von der Normandie und Fulkos von Anjou gegen seine Mutter behaupten konnte. Der König forcierte im Oktober 1032 die Wahl Gilduins von Joigny zum neuen Erzbischof von Sens; dieser war ein Cousin Graf Rainalds II., der darauf das Lager Odos verließ und zum König überlief.
Odo verweigerte Gilduin die Anerkennung und ließ stattdessen Mainard, der zuvor Schatzmeister der Kathedrale von Sens war, zum neuen Erzbischof ausrufen. König Heinrich nahm daraufhin, unterstützt durch Fulko von Anjou, die Belagerung von Sens auf, doch konnte Odo die Stadt erfolgreich verteidigen. Dennoch veränderte sich die politische Lage zu seinen Ungunsten, als Königin Konstanze 1033 aufgab, was ihr daraufhin auch Prinz Robert nachtat. Bereits 1032 starb Odos Cousin König Rudolf III. von Burgund, weshalb sich Odo nun um einen schnellen Ausgleich mit König Heinrich bemühte. Er erkannte Gilduin im Erzbistum Sens an, sein Kandidat Mainard wurde mit dem Bistum Troyes entschädigt. Im Jahr 1034 war Odo schließlich gezwungen, alle Rechte auf Sens an den König abzutreten.

### Odos Verhältnis zum Reich – das burgundische Erbe
Seit Odo 1023 die Champagne an sich gebracht hatte, war er bestrebt, seinen Einfluss auch in das Heilige Römische Reich, das im Osten an die Champagne angrenzte, auszudehnen. Hintergrund dieser Politik war die sich anbahnende Erbfolgefrage im Königreich Burgund (regnum Aerelatense), mit der Odo als ein Neffe König Rudolfs III. von Burgund eigene Interessen verband. Dieser hatte 1006 nicht nur die lehnsrechtliche Unterordnung Burgunds gegenüber dem Reich anerkannt, sondern auch Kaiser Heinrich II. einen vorrangigen Erbanspruch im Falle seines erbenlosen Todes eingeräumt. Mit dieser Verfügung kam der Burgunderkönig letztlich auch dem dynastischen Gedanken nach, da der Kaiser als Sohn seiner ältesten Schwester Gisela von Haus aus an erster Stelle in der Nachfolge stand.
Dennoch knüpfte Odo Kontakte zu dem mächtigen Feudaladel Burgunds, der einen Erbgang der Krone Burgunds an den Kaiser mit Argwohn betrachtete. Weiterhin zeigte Odo Präsenz, indem er in Lothringen in der Nähe zur Bischofsstadt Toul, also auf Reichsterritorium, mehrere Burgen errichten ließ. Kaiser Heinrich II. nahm dies als ernstzunehmende Bedrohung wahr und verbündete sich 1023 mit König Robert II. von Frankreich, der zur selben Zeit wegen der Erbfolgefrage um die Champagne mit Odo im Streit lag. Der Kaiser griff Odos Burgen in Vaucouleurs und Bourmont an und zerstörte sie. Zu weiteren Maßnahmen kam es nicht mehr, zumal der Kaiser 1024 starb.
Aus dem Tod des Kaisers und dem anschließenden politischen Fehlverhalten König Roberts II. wusste Odo Profit zu schlagen. Denn aufgrund einer fälschlicherweise vermuteten innenpolitischen Instabilität des Reiches glaubte König Robert II., einen Handlungsspielraum für den Gewinn Lothringens zu haben, das 925 dem westfränkischen Königtum an das Reich verloren gegangen war. Zu diesem Zweck unterstützte der König zum einen die Aspirationen Wilhelms V. von Aquitanien auf die italienische Königskrone und schloss zum anderen mit Odo einen Burgfrieden, der auch die Anerkennung von Odos Erbgang in der Champagne beinhaltete. Die Hoffnungen König Roberts auf Lothringen zerschlug sich jedoch schnell, als der Salier Konrad II. sich unerwartet schnell auf den deutschen Thron und auch in Italien durchsetzen konnte.

### Kampf gegen Kaiser Konrad II.

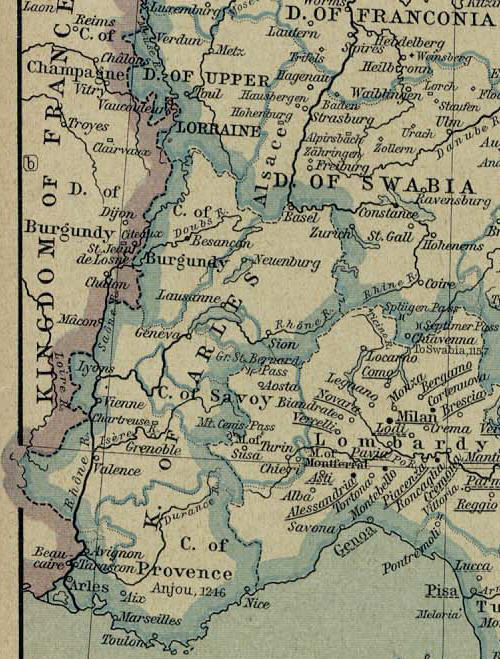
Königreich Burgund (10. bis 13. Jahrhundert)

Der erbenlose Tod Kaiser Heinrichs II. 1024 brachte für Odo auch erhebliche Veränderungen seiner Lage in Burgund mit sich. Denn durch ihn rückte Odo in der dynastischen Rangfolge unmittelbar an die erste Stelle in der Nachfolge auf. Auch dass König Rudolf III. seine Absprachen mit dem Kaiser durch dessen Tod als erloschen betrachtete, begünstigte Odo. Dies fand jedoch den Widerstand des neuen Königs (ab 1027 Kaiser) Konrad II. Der war mit König Rudolfs Nichte Gisela verheiratet, diese stand jedoch dynastisch hinter Odo zurück, da deren Mutter eine jüngere Schwester von Odos Mutter war. Konrad verzichtete deshalb darauf, eine dynastische Legitimation anzustrengen, und beanspruchte stattdessen das burgundische Erbe auf Basis der Abmachungen seines Amtsvorgängers mit König Rudolf III. aus dem Jahr 1006. Diesem Nachdruck verleihend, besetzte Konrad 1025 Basel, was König Rudolf zu Verhandlungen zwang. Im Sommer 1027 erkannte der Burgunderkönig endgültig den neuen Kaiser in allen Vertragsrechten Kaiser Heinrichs II. an, womit Odos Ansprüche in Frage gestellt wurden.
Am 6. September 1032 starb König Rudolf III. von Burgund, worauf Odo umgehend die Initiative ergriff und Ende 1032 mit einem Heer in Burgund einfiel. Begünstigt durch die Abwesenheit des Kaisers, der sich auf einem Feldzug gegen Polen befand, gelang es ihm, Neuenburg und Murten einzunehmen. Der mit ihm sympathisierende Erzbischof von Vienne, Leodegar (Léger), öffnete Odo die Tore von Vienne, und wenngleich es dabei zu keiner Krönung kam, wurde Odo in in Arles und Marseille angefertigten Dokumenten bereits als König tituliert. Der salische Chronist Wipo berichtete in seiner Gesta Chuonradi II. imperatoris, dass Odo die burgundische Krone gar nicht beansprucht, sondern lediglich eine dem neuen König entsprechende Position (semper magister esse regis vellet) angestrebt habe. Dass dies den Tatsachen entsprach, darf angesichts der Macht Kaiser Konrad II. allerdings angezweifelt werden, der einen regierenden Verweser in Burgund an seiner statt sicher nicht akzeptiert hätte.
Die Reaktion des Kaisers erfolgte im Januar 1033, der über Basel ziehend in Payerne einzog und sich dort am 2. Februar von den anwesenden burgundischen Großen zum König wählen und in der clunizianischen Abtei krönen ließ. Es gelang dem Kaiser zwar nicht, Odos gewonnene Positionen zu erobern. Er stärkte aber seine eigene, indem er den mächtigen Grafen Humbert Weißhand für sich gewann. Nachdem Odo in Lothringen eingefallen war, verbündete sich Kaiser Konrad II. im Mai 1033 in Deville mit König Heinrich I. von Frankreich, der sich zum gleichen Zeitpunkt mit Odo wegen Sens im Krieg befand. Während der König die Belagerung von Sens aufnahm, verwüstete der Kaiser im August/September 1033 die Champagne; dies zwang Odo zu seinem Ausgleich mit König Heinrich, durch den er 1034 Sens aufgeben musste.
Auch in Burgund neigte sich die Waagschale zu Gunsten des Kaisers, der dort mit einem Heer im Frühjahr 1034 von Norden kommend einmarschierte und bis zur Rhone vordrang. Gleichzeitig führte Graf Humbert im Verbund mit Erzbischof Aribert von Mailand und Markgraf Bonifatius von Canossa ein Heer von Italien aus nach Burgund, mit dem er sich bei Genf mit dem Kaiser verband, der sich dort ein zweites Mal krönen ließ. Diese Übermacht bewegte Odos Parteigänger, die Seite zu wechseln, und als der Kaiser im August Murten einnehmen konnte, zog sich Odo mit seinem Heer, mit dem er keine offene Feldschlacht wagte, aus Burgund zurück.

### Untergang
Trotz dieser Niederlage führte Odo den Kampf fort. Mit dem Pfalzgrafen Rainald I. besaß er in Burgund noch einen Anhänger, der die Herrschaft des Kaisers nicht anerkannte. In den folgenden Jahren zog Odo mehrfach nach Lothringen, wo er besonders die Gegend um Toul verheerte. Eine erneute Gelegenheit, offensiv gegen den Kaiser vorzugehen, bot sich Odo, nachdem sich sein einstiger Gegner Erzbischof Aribert von Mailand 1037 auf einem Reichstag in Pavia mit dem Kaiser zerstritten  und die Italiener zu einem Aufstand ermuntert hatte. Der Erzbischof, im Bund mit den Bischöfen von Piacenza, Cremona und Vercelli, wandte sich dabei werbend an Odo, dem er die italienische Krone wie auch die Kaiserkrone anbot. Das Komplott der Bischöfe wurde jedoch von der Witwe des Markgrafen von Turin aufgedeckt, die es umgehend dem Kaiser mitteilte.
Odo zog mit seinem Heer erneut gegen Lothringen mit dem Ziel, das Weihnachtsfest in Aachen, der Pfalz Karls des Großen, als Kaiser zu begehen. Nachdem er Bar-le-Duc erobert hatte, wurde Odo am 15. November auf der Ebene von Honol, zwischen Bar und Verdun, von einem kaiserlichen Heer unter der Führung von Herzog Gotzelo I. von Lothringen, Bischof Reginhard von Lüttich und Graf Albert II. von Namur gestellt. In einer hart geführten Schlacht gelang es den Lothringern, Odos Heer vernichtend zu schlagen. Odo selbst wurde auf der Flucht von seinen Feinden eingeholt und getötet. Als Zeichen des Sieges wurde Odos Banner an den Hof des Kaisers nach Italien gesandt. Sein nackter und geschändeter Leichnam wurde erst am Tag nach der Schlacht entdeckt und konnte angeblich nur durch eine markant wachsende Warze an seinem Damm identifiziert werden.
Odos Leichnam wurde an seine Witwe überstellt, die ihn in der Abtei Marmoutier in Tours beisetzen ließ.

## Fazit
Graf Odo II. von Blois war ein typischer Vertreter jener mächtigen Gruppierung von Feudalfürsten Frankreichs, die sich die Schwäche des frühen kapetingischen Königtums im 10. und 11. Jahrhundert zunutze machten, um eigene hohe Ambitionen zu verfolgen. Die Geschicke des Königreiches entscheidend mitbestimmend, etablierte Odo seine Familie endgültig zu einer der ersten in Frankreich, gleich den Herzögen der Normandie, Aquitanien und Burgund sowie den Grafen von Flandern, Toulouse und Anjou. In seinem Streben, seine Macht zu erweitern, dabei auch auf Kosten seines königlichen Lehnsherren, oder gar eine Königskrone zu erringen, stand Odo unter seinen Zeitgenossen nicht allein. In der folgenden Generation nahmen sich Männer wie Gottfried Martel von Anjou oder Wilhelm von der Normandie an ihm ein Vorbild, Letzterer gewann 1066 gar die Krone Englands.
In seinen hochgesetzten Zielen und seinem jähen Ende sahen spätere Historiker auch Parallelen zu dem Burgunderherzog Karl dem Kühnen, der ebenfalls nach einem Königtum greifend 1477 vor dem lothringischen Nancy fiel.

## Familiäres

### Vorfahren
| Ahnentafel Odo II. von Blois | Ahnentafel Odo II. von Blois                                                              | Ahnentafel Odo II. von Blois                                                              | Ahnentafel Odo II. von Blois                                                              | Ahnentafel Odo II. von Blois                                                              | Ahnentafel Odo II. von Blois                                                          | Ahnentafel Odo II. von Blois                                                          | Ahnentafel Odo II. von Blois                                                          | Ahnentafel Odo II. von Blois                                                          |
| ---------------------------- | ----------------------------------------------------------------------------------------- | ----------------------------------------------------------------------------------------- | ----------------------------------------------------------------------------------------- | ----------------------------------------------------------------------------------------- | ------------------------------------------------------------------------------------- | ------------------------------------------------------------------------------------- | ------------------------------------------------------------------------------------- | ------------------------------------------------------------------------------------- |
| Ururgroßeltern               | ?                                                                                         | ?                                                                                         | Graf Heribert I. von Vermandois ⚭ ?                                                       | König Robert I. von Westfranken ⚭ ?                                                       | König Rudolf I. von Burgund ⚭ Willa                                                   | Herzog Burchard II. von Schwaben ⚭ Regelinda                                          | König Karl III. von Westfranken ⚭ Eadgifu                                             | König Heinrich I. von Ostfranken ⚭ Mathilde die Heilige                               |
| Urgroßeltern                 | Theobald der Alte Vizegraf von Blois (?–942) ⚭ ?                                          | Theobald der Alte Vizegraf von Blois (?–942) ⚭ ?                                          | Heribert II. Graf von Vermandois (?–943) ⚭ 907 Adela von Neustrien                        | Heribert II. Graf von Vermandois (?–943) ⚭ 907 Adela von Neustrien                        | Rudolf II. König von Burgund (?–937) ⚭ 933 Bertha von Schwaben (?–966)                | Rudolf II. König von Burgund (?–937) ⚭ 933 Bertha von Schwaben (?–966)                | Ludwig IV. König von Westfranken (921–954) ⚭ 939 Gerberga von Sachsen (913–969)       | Ludwig IV. König von Westfranken (921–954) ⚭ 939 Gerberga von Sachsen (913–969)       |
| Großeltern                   | Theobald I. der Betrüger Graf von Blois, (?–975) ⚭ 943/944 Ledgard von Vermandois (?–978) | Theobald I. der Betrüger Graf von Blois, (?–975) ⚭ 943/944 Ledgard von Vermandois (?–978) | Theobald I. der Betrüger Graf von Blois, (?–975) ⚭ 943/944 Ledgard von Vermandois (?–978) | Theobald I. der Betrüger Graf von Blois, (?–975) ⚭ 943/944 Ledgard von Vermandois (?–978) | Konrad III. König von Burgund, (?–993) ⚭ ca. 964 Mathilde von Westfranken (?–981/982) | Konrad III. König von Burgund, (?–993) ⚭ ca. 964 Mathilde von Westfranken (?–981/982) | Konrad III. König von Burgund, (?–993) ⚭ ca. 964 Mathilde von Westfranken (?–981/982) | Konrad III. König von Burgund, (?–993) ⚭ ca. 964 Mathilde von Westfranken (?–981/982) |
| Eltern                       | Odo I. Graf von Blois, (?–996) ⚭ 983/986 Bertha von Burgund, (?–1010)                     | Odo I. Graf von Blois, (?–996) ⚭ 983/986 Bertha von Burgund, (?–1010)                     | Odo I. Graf von Blois, (?–996) ⚭ 983/986 Bertha von Burgund, (?–1010)                     | Odo I. Graf von Blois, (?–996) ⚭ 983/986 Bertha von Burgund, (?–1010)                     | Odo I. Graf von Blois, (?–996) ⚭ 983/986 Bertha von Burgund, (?–1010)                 | Odo I. Graf von Blois, (?–996) ⚭ 983/986 Bertha von Burgund, (?–1010)                 | Odo I. Graf von Blois, (?–996) ⚭ 983/986 Bertha von Burgund, (?–1010)                 | Odo I. Graf von Blois, (?–996) ⚭ 983/986 Bertha von Burgund, (?–1010)                 |
|                              | Odo II. Graf von Blois                                                                    |                                                                                           |                                                                                           |                                                                                           |                                                                                       |                                                                                       |                                                                                       |                                                                                       |

### Ehen und Nachkommen
In erster Ehe war Odo seit 1003 oder 1004 verheiratet mit Mathilde, einer Tochter Herzogs Richard I. von der Normandie, die bereits 1005 starb.
Noch im Todesjahr seiner ersten Frau verheiratete sich Odo ein zweites Mal mit Ermengarde († nach 1042), der Tochter des Grafen Wilhelm IV. von Auvergne. Die Kinder des Paares waren:
- Theobald III. (* um 1010; † 29./30. September 1089), Nachfolger als Graf von Blois ec., als Theobald I. ab 1066 Graf von Meaux und Troyes
- Stephan II. (* ?; † 19. Mai 1048), Graf von Meaux und Troyes
- Bertha (* ?; † 11./13. April 1085)
  - erste Ehe seit 1018 mit Herzog Alain III. von der Bretagne (997–1040)
  - zweite Ehe seit 1046 mit Graf Hugo IV. von Maine († 1051)